# V476 Возничего
V476 Возничего (лат. V476 Aurigae) — одиночная переменная звезда в созвездии Возничего на расстоянии (вычисленном из значения параллакса) приблизительно 7120 световых лет (около 2183 парсеков) от Солнца. Видимая звёздная величина звезды — от +15,6m до +14,3m.

## Характеристики
V476 Возничего — красная пульсирующая медленная неправильная переменная звезда (LB:) спектрального класса M. Эффективная температура — около 3295 K.